# Канивец, Фёдор Яковлевич
Фёдор Я́ковлевич Каниве́ц (22 мая 1923 — 24 ноября 2004) — донской хлебороб, Герой Социалистического Труда (1971), «Почётный работник агропромышленного комплекса Ростовской области».

## Биография
Родился 22 мая 1923 года в крестьянской семье.
Учился в Займо-Обрывской школе.
Работал с 14 лет прицепщиком в колхозе «Червона Украина». Спустя четыре года стал трактористом.
Участник Великой Отечественной войны. Принимал участие в сражении под Таганрогом.
После войны стал комбайнёром. Внедрял сельскохозяйственные технологии, испытывал новую сельхозтехнику. Принимал участие в селекционной работе, выращивая новые сорта пшеницы.
C 1962 года был бригадиром тракторного отряда в колхозе «Заветы Ильича» села Пешково Азовского района Ростовской области.
Вырастил троих сыновей. По его собственным словам: «Я не видел своих детей, я работал с утра до поздней ночи».
Умер 24 ноября 2004 года, похоронен в родном селе.

## Награды
- Указом Президиума Верховного Совета СССР от 8 апреля 1971 года за успехи, достигнутые в развитии сельскохозяйственного производства и выполнение пятилетнего плана продажи государству продуктов земледелия, звеньевому колхоза «Заветы Ильича» Фёдору Канивцу было присвоено звание Героя Социалистического Труда с вручением ордена Ленина и золотой медали «Серп и Молот».
- Также награждён орденами Отечественной войны 1-й и 2-й степеней и рядом медалей.

## Память
- На базе тракторного отряда № 9 колхоза «Заветы Ильича» с 1976 года работала областная школа передового опыта Ф. Я. Канивца по выращиванию зерновых и кормовых культур.
- Именем Героя назвали танкер[4], спущенный на воду в Ростовском порту в сентябре 2003 года, а также улицу, на которой он жил.
- В 2013 году на здании Займо-Обрывской школы, где учился Ф. Я. Канивец, ему установлена памятная доска[5].

### Интересный факт
Фёдор Яковлевич говорил, что никаких особенных секретов у него в работе нет, кроме одного: «Робыть нужно!». Эта фраза стала в Ростовской области крылатой.